# Итупева
Итупева (порт. Itupeva) — муниципалитет в Бразилии, входит в штат Сан-Паулу. Составная часть мезорегиона Макрорегион агломерации Сан-Паулу. Входит в экономико-статистический микрорегион Жундиаи. Население составляет 32 097 человек на 2006 год. Занимает площадь 200,516 км². Плотность населения — 160,1 чел./км².

## История
Город основан 22 марта 1969 года.

## Статистика
- Валовой внутренний продукт на 2003 составляет 732 282 549,00 реалов (данные: Бразильский институт географии и статистики).
- Валовой внутренний продукт на душу населения на 2003 составляет 24 927,07 реала (данные: Бразильский институт географии и статистики).
- Индекс развития человеческого потенциала на 2000 составляет 0,807 (данные: Программа развития ООН).